# Untere Mühle (Rohr)
Untere Mühle (fränkisch: Undamil) ist ein Wohnplatz der Gemeinde Rohr im Landkreis Roth (Mittelfranken, Bayern).

## Geographie
Die Einöde liegt an der Schwabach. Sie ist mittlerweile als Haus Nr. 15 des Mühlwegs aufgegangen. Im Nordosten grenzt das Flurgebiet Am See an.

## Geschichte
Der Ort wurde 1469 als „Unndermul“ erstmals urkundlich erwähnt. Die Mühle unterstand ursprünglich der Burggrafschaft Nürnberg, in der Nachfolge der Markgrafschaft Ansbach. 
Gegen Ende des 18. Jahrhunderts gehörte die Untere Mühle zur Realgemeinde Rohr. Die Untere Mühle bestand aus nur einem Anwesen. Das Hochgericht übte das brandenburg-ansbachische Oberamt Schwabach aus. Die Mahlmühle hatte den Nürnberger Eigenherrn von Grundherr als Grundherrn. Unter der preußischen Verwaltung (1792–1806) des Fürstentums Ansbach erhielt die Untere Mühle die Hausnummer 1 des Ortes Rohr.
Im Rahmen des Gemeindeedikts wurde 1808 Untere Mühle dem Steuerdistrikt Rohr (I. Sektion) und der 1818 gebildeten Ruralgemeinde Rohr zugeordnet.

## Einwohnerentwicklung
| Jahr      | 001836 | 001840 | 001861 | 001871 | 001885 | 001900 |
| Einwohner | 7      | 16     | *      | 8      | 7      | 8      |
| Häuser    | 2      | 2      |        |        | 1      | 1      |
| Quelle    | [ 7 ]  | [ 8 ]  | [ 9 ]  | [ 10 ] | [ 11 ] | [ 12 ] |

## Religion
Der Ort ist seit der Reformation evangelisch-lutherisch geprägt und bis heute nach St. Emmeram (Rohr) gepfarrt.

## Weblink
- Untere Mühle in der Ortsdatenbank von bavarikon, abgerufen am 19. August 2021.